# Флорин, Петер
Пе́тер Фло́рин (нем. Peter Florin; 2 октября 1921, Кёльн — 17 февраля 2014, Берлин) — восточногерманский дипломат, заместитель министра иностранных дел ГДР (1982—1989), председатель 42-й сессии Генеральной Ассамблеи ООН (1987—1988). Герой Труда ГДР (1986).

## Биография
Сын немецкого коммуниста Вильгельма Флорина. До 1933 года посещал техническую среднюю школу, пока его родители не эмигрировали во Францию, а затем в Советский Союз. В Москве учился в немецкой школе имени К. Либкнехта. В 1940 году поступил в Московский химико-технологический институт, после начала Великой Отечественной войны ушел на фронт, сражался в Белоруссии в партизанских отрядах.
В 1944 году стал редактором в редколлегии еженедельной газеты антифашистского Национального комитета «Свободная Германия». После Второй мировой войны он был заместителем председателя окружного совета в Виттенберге, а до 1948 года работал главным редактором ежедневной газеты «Фрайхайт» в Галле (ГДР).
В 1949—1952 гг. — член Консультативного комитета министерства иностранных дел ГДР, в 1953—1966 начальник Управления по иностранным делам и международным отношениям Центрального комитета Социалистической единой партии Германии. В 1967—1969 гг. посол в Чехословакии (поддерживал подавление Пражской весны), в 1969—1973 государственный секретарь и первый заместитель министра иностранных дел ГДР, в 1973—1982 гг. — постоянный представитель ГДР при Организации Объединенных Наций, в 1974—1981 гг. — одновременно представитель ГДР в Совете Безопасности ООН, в феврале 1980 г. — марте 1981 г. являлся председателем Совета Безопасности. Флорин был заместителем Председателя 31 сессии Генеральной Ассамблеи. В 1982—1989 заместитель министра иностранных дел ГДР, курировал деятельность своей страны в международных организациях. Являлся председателем Национальной комиссии по делам ЮНЕСКО. В 1987—1988 председатель 42 сессии Генеральной Ассамблеи ООН.
В 1958—1990 гг. — член ЦК СЕПГ. В 1954—1990 гг. был депутатом Народной палаты ГДР. В 1954—1971 гг. — член парламентского комитета по иностранным делам и на протяжении девяти лет был его председателем (1954—1963). Являлся членом Центрального совета Комитета бойцов антифашистского сопротивления ГДР.

## Семья
Был женат, воспитал троих детей.

## Награды
- Герой Труда ГДР (1986).
- Орден Карла Маркса (1981).
- Орден «Знамя Труда» (1965).
- Орден «Звезда дружбы народов» I степени (1985).
- Почётная пряжка в золоте ордена «За заслуги перед Отечеством» (1971).
- Орден «За заслуги перед Отечеством» I степени (1970).
- Орден «За заслуги перед Отечеством» II степени (1956).
- Орден Дружбы (24 сентября 2001 года, Россия) — за большой вклад в укрепление мира и дружбы между народами России и Германии[2].
- Орден Отечественной войны I степени (1970, СССР).
- Орден Красной Звезды (1944, СССР).